# Championnat du Guatemala de football 1994-1995
Navigation
Saison précédente Saison suivante
La Liga Nacional 1994-1995 est la quarante-troisième édition de la première division guatémaltèque.
Lors de ce tournoi, le CSD Municipal a tenté de conserver son titre de champion du Guatemala face aux onze meilleurs clubs guatémaltèques.
Chacun des douze clubs participant était confronté deux fois aux onze autres équipes. Puis les six meilleurs et les six derniers se sont affrontés deux fois de plus lors de la seconde phase du championnat.
Seulement deux places étaient qualificatives pour la Coupe des champions de la CONCACAF, deux places pour le Tournoi des Géants d'Amérique Centrale et une place pour la Coupe des vainqueurs de coupe de la CONCACAF attribuée au vainqueur de la Copa Gallo.

## Les 12 clubs participants
| \| Guatemala: Aurora FC CSD Comunicaciones CSD Municipal Deportivo Amatitlán Guatemala Deportivo Chiquimulilla Cobán Imperial Guatemala Juventud Escuintleca Izabal JC Deportivo Mictlán Guatemala CSD Sacachispas Deportivo Suchitepéquez Xelaju MC \| Localisation des clubs engagés dans le championnat. |
| Guatemala: Aurora FC CSD Comunicaciones CSD Municipal Deportivo Amatitlán Guatemala Deportivo Chiquimulilla Cobán Imperial Guatemala Juventud Escuintleca Izabal JC Deportivo Mictlán Guatemala CSD Sacachispas Deportivo Suchitepéquez Xelaju MC                                                           |

Ce tableau présente les douze équipes qualifiées pour disputer le championnat 1994-1995. On y trouve le nom des clubs, le nom des stades dans lesquels ils évoluent ainsi que la capacité et la localisation de ces derniers.
| Club                    | Stade                      | Capacité          | Ville          |
| Deportivo Amatitlán     | Stade Municipal Amatitlan  | 12 000            | Amatitlán      |
| Aurora FC               | Stade de l'Ejército        | 13 300            | Guatemala City |
| Deportivo Chiquimulilla | Stade inconnu              | Capacité inconnue | Chiquimulilla  |
| Cobán Imperial          | Stade Verapaz              | 15 000            | Cobán          |
| CSD Comunicaciones      | Stade Mateo Flores         | 30 000            | Guatemala City |
| Juventud Escuintleca    | Stade Ricardo Muñoz Gálvez | 3 000             | Escuintla      |
| Izabal JC (en)          | Stade Roy Fearon           | 8 000             | Puerto Barrios |
| Deportivo Mictlán (en)  | Stade La Asunción          | 3 000             | Asunción Mita  |
| CSD Municipal           | Stade Mateo Flores         | 30 000            | Guatemala City |
| CSD Sacachispas (en)    | Stade Las Victorias        | 9 000             | Chiquimula     |
| Deportivo Suchitepéquez | Stade Carlos Salazar Hijo  | 12 000            | Mazatenango    |
| Xelaju MC               | Stade Mario Camposeco      | 11 000            | Quetzaltenango |

## Compétition
La compétition se déroule en trois phases :
- Le phase régulière : vingt-deux journées de championnat.
- La seconde phase : dix journées de championnat entre les six meilleures et les six moins bonnes équipes de la phase régulière.
- La finale et le barrage : si le leader de la phase régulière et de la seconde phase ainsi que les derniers de ces deux phases sont différents, les équipes s'affrontent pour désigner le champion de la saison et l'équipe qui sera relégué directement en Primera División de Guatemala.

### Phase régulière
Lors de la phase régulière les douze équipes affrontent à deux reprises les onze autres équipes selon un calendrier tiré aléatoirement.
Les six meilleures équipes sont qualifiées pour le groupe des champions et les six moins bonnes pour le groupe de relégation.
Le premier est également qualifié pour la finale du championnat et pour le Tournoi des Géants d'Amérique Centrale 1996 (en) alors que le suivant l'est uniquement pour la compétition centraméricaine. Le dernier participe au barrage de relégation en fin de saison.
Le classement est établi sur l'ancien barème de points (victoire à 2 points, match nul à 1, défaite à 0).
Le départage final se fait selon les critères suivants :
- Le nombre de points.
- La différence de buts générale.
- Le nombre de buts marqué.

#### Classement
| Rang | Équipe                  | Pts | J  | G  | N  | P  | Bp | Bc | Diff |
| ---- | ----------------------- | --- | -- | -- | -- | -- | -- | -- | ---- |
| 1    | CSD Comunicaciones      | 35  | 22 | 15 | 5  | 2  | 54 | 17 | +37  |
| 2    | CSD Municipal T         | 34  | 22 | 14 | 6  | 2  | 35 | 14 | +21  |
| 3    | Deportivo Suchitepéquez | 34  | 22 | 10 | 6  | 6  | 35 | 26 | +9   |
| 4    | Aurora FC               | 25  | 22 | 8  | 9  | 5  | 31 | 24 | +7   |
| 5    | Xelaju MC               | 22  | 22 | 7  | 8  | 7  | 25 | 25 | 0    |
| 6    | CSD Sacachispas (en)    | 21  | 22 | 6  | 9  | 7  | 25 | 28 | -3   |
| 7    | Deportivo Amatitlán     | 20  | 22 | 6  | 8  | 8  | 29 | 28 | +1   |
| 8    | Juventud Escuintleca    | 19  | 22 | 4  | 11 | 7  | 32 | 33 | -1   |
| 9    | Deportivo Mictlán (en)  | 19  | 22 | 6  | 7  | 9  | 32 | 40 | -8   |
| 10   | Izabal JC (en)          | 17  | 22 | 4  | 9  | 9  | 22 | 37 | -15  |
| 11   | Cobán Imperial P        | 16  | 22 | 4  | 8  | 10 | 25 | 39 | -14  |
| 12   | Deportivo Chiquimulilla | 10  | 22 | 4  | 6  | 14 | 21 | 53 | -32  |

| Légende : Qualifications et relégations | Légende : Qualifications et relégations                                                                   |
| --------------------------------------- | --- |
|                                         | Tournoi des Géants d'Amérique Centrale 1996 (en) (Phase de groupes) Qualifié pour le groupe des champions |
|                                         | Qualifié pour le groupe des champions                                                                     |
|                                         | Qualifié pour le groupe de relégation                                                                     |
|                                         | T Tenant du titre P Promu de la saison 1993-1994                                                          |

### Seconde phase
Lors de la seconde phase les six équipes de chaque groupe affrontent à deux reprises les cinq autres équipes de leur groupe selon un calendrier tiré aléatoirement.
Le premier du groupe des champions est qualifié pour la finale du championnat.
Le dernier du groupe de relégation est qualifié pour les barrages de relégation en Primera División de Guatemala.
Le classement est établi sur le barème de points classique (victoire à 3 points, match nul à 1, défaite à 0).
Le départage final se fait selon les critères suivants :
- Le nombre de points.
- La différence de buts générale.
- Le nombre de buts marqué.

#### Classement
| Rang | Équipe                  | Pts | J  | G | N | P | Bp | Bc | Diff |
| ---- | ----------------------- | --- | -- | - | - | - | -- | -- | ---- |
| 1    | CSD Comunicaciones      | 17  | 10 | 7 | 3 | 0 | 29 | 7  | +22  |
| 2    | Aurora FC               | 12  | 10 | 4 | 4 | 2 | 10 | 11 | -1   |
| 3    | CSD Sacachispas (en)    | 10  | 10 | 4 | 2 | 4 | 10 | 9  | +1   |
| 4    | Xelaju MC               | 8   | 10 | 2 | 4 | 4 | 7  | 9  | -2   |
| 5    | CSD Municipal T         | 8   | 10 | 2 | 4 | 4 | 8  | 10 | -2   |
| 6    | Deportivo Suchitepéquez | 5   | 10 | 1 | 3 | 6 | 6  | 24 | -18  |

| Rang | Équipe                  | Pts | J  | G | N | P | Bp | Bc | Diff |
| ---- | ----------------------- | --- | -- | - | - | - | -- | -- | ---- |
| 1    | Cobán Imperial P        | 13  | 10 | 6 | 1 | 3 | 19 | 9  | +10  |
| 2    | Juventud Escuintleca    | 10  | 10 | 4 | 2 | 4 | 17 | 8  | +9   |
| 3    | Deportivo Mictlán (en)  | 10  | 10 | 4 | 2 | 4 | 12 | 14 | -2   |
| 4    | Deportivo Amatitlán     | 9   | 10 | 4 | 1 | 5 | 12 | 14 | -2   |
| 5    | Deportivo Chiquimulilla | 9   | 10 | 3 | 4 | 4 | 13 | 16 | -3   |
| 6    | Izabal JC (en)          | 9   | 10 | 3 | 4 | 4 | 11 | 23 | -12  |

| Légende : Qualifications et relégations | Légende : Qualifications et relégations                                    |
| --------------------------------------- | -------------------------------------------------------------------------- |
|                                         | Coupe des champions de la CONCACAF 1996 (2e Tour de qualification)         |
|                                         | Coupe des vainqueurs de coupe de la CONCACAF 1995 (Phase de qualification) |
|                                         | Qualifié pour le barrage de relégation en Primera División de Guatemala    |
|                                         | T Tenant du titre P Promu de la saison 1993-1994                           |

### Barrages de promotion/relégation
Les deux équipes ayant fini dernière des deux phases du championnat s'affrontent lors d'une confrontation aller-retour, le perdant est directement relégué en Primera División de Guatemala. En cas d'égalité sur la somme des deux matchs, une prolongation et une séance de tirs au but ont éventuellement lieu.
| Club                    | Aller           | Retour          | Club           | Commentaire |
| Deportivo Chiquimulilla | Scores inconnus | Scores inconnus | Izabal JC (en) |             |

### Finale
Le CSD Comunicaciones ayant remporté les deux phases de la compétition, la finale n'a pas eu lieu et le club a été sacré champion du Guatemala et participe à ce titre au Campeón de Campeones en début de saison suivante.

## Bilan du tournoi
| Championnat du Guatemala de football 1994-1995                      |                                         |
| Champion                                                            | CSD Comunicaciones                      |
| Dauphin                                                             | Aurora FC                               |
| Coupes et trophées                                                  |                                         |
| Vainqueur Copa Gallo                                                | CSD Municipal                           |
| Qualifications continentales                                        |                                         |
| Coupe des champions1996 (Deuxième tour de qualification)            | CSD Comunicaciones CSD Sacachispas (en) |
| Coupe des coupes 1995 (Phase de qualification)                      | Deportivo Suchitepéquez                 |
| Tournoi des Géants d'Amérique Centrale 1996 (en) (Phase de groupes) | CSD Comunicaciones                      |
| Tournoi des Géants d'Amérique Centrale 1996 (en) (Phase de groupes) | CSD Municipal                           |
| Promotions et relégations                                           |                                         |
| Promus en Liga Nacional de Guatemala                                | Tally Juventud Catolica                 |
| Relégués en Primera División de Guatemala                           | Deportivo Chiquimulilla                 |